# Hippolyte Morellet
Pour les articles homonymes, voir Morellet.
Louis Marie Hippolyte Morellet, né le 25 mars 1843 à Lyon et mort le 20 septembre 1927 à Paris, est homme politique français.
Magistrat de profession, il est sénateur de l'Ain de 1885 à 1900.

## Biographie
Hippolyte Morellet est le fils d'Alphonse Morellet, avocat à Lyon, et de Louise-Sophie Mouchon.  Après des études de droit, Hippolyte Morellet exerce la fonction de substitut du procureur de la République au début des années 1870, à Saint-Étienne puis à Draguignan. À partir de 1879, il devient procureur général du tribunal de Vienne, puis à Valence (1880) et à Bourges (1881). En 1883, Hippolyte Morellet rejoint le département de l'Hérault où il exerce la fonction d'avocat général à la cour d'appel de Montpellier.
Le 13 décembre 1885, à la suite du décès de Charles Philippe Robin, il est élu sénateur de l'Ain sous l'étiquette de l'Union républicaine. Il est membre du bureau du Sénat, en qualité de secrétaire. Durant ses mandats, il officie essentiellement sur les questions de droit pénal, où il demande notamment la révision du procès de Alfred Dreyfus, concernant l'affaire du même nom.
Hippolyte Morellet quitte la vie politique à l'issue de son second mandat en 1900. Il redevient magistrat mais démissionne en novembre 1900, pour exercer la fonction procureur général à la cour d'appel de Poitiers. En 1911, il est nommé à la cour de cassation au palais de justice de Paris. Hippolyte Morellet prend sa retraite en 1918, tout en restant conseiller honoraire auprès de cette cour.
En 1908, il est promu Officier de la Légion d'honneur (chevalier en 1901). Il est également officier de l'Instruction publique.
Il meurt le 20 septembre 1927 à l'âge de 84 ans.